# Han-Grab des Jibei-Königs

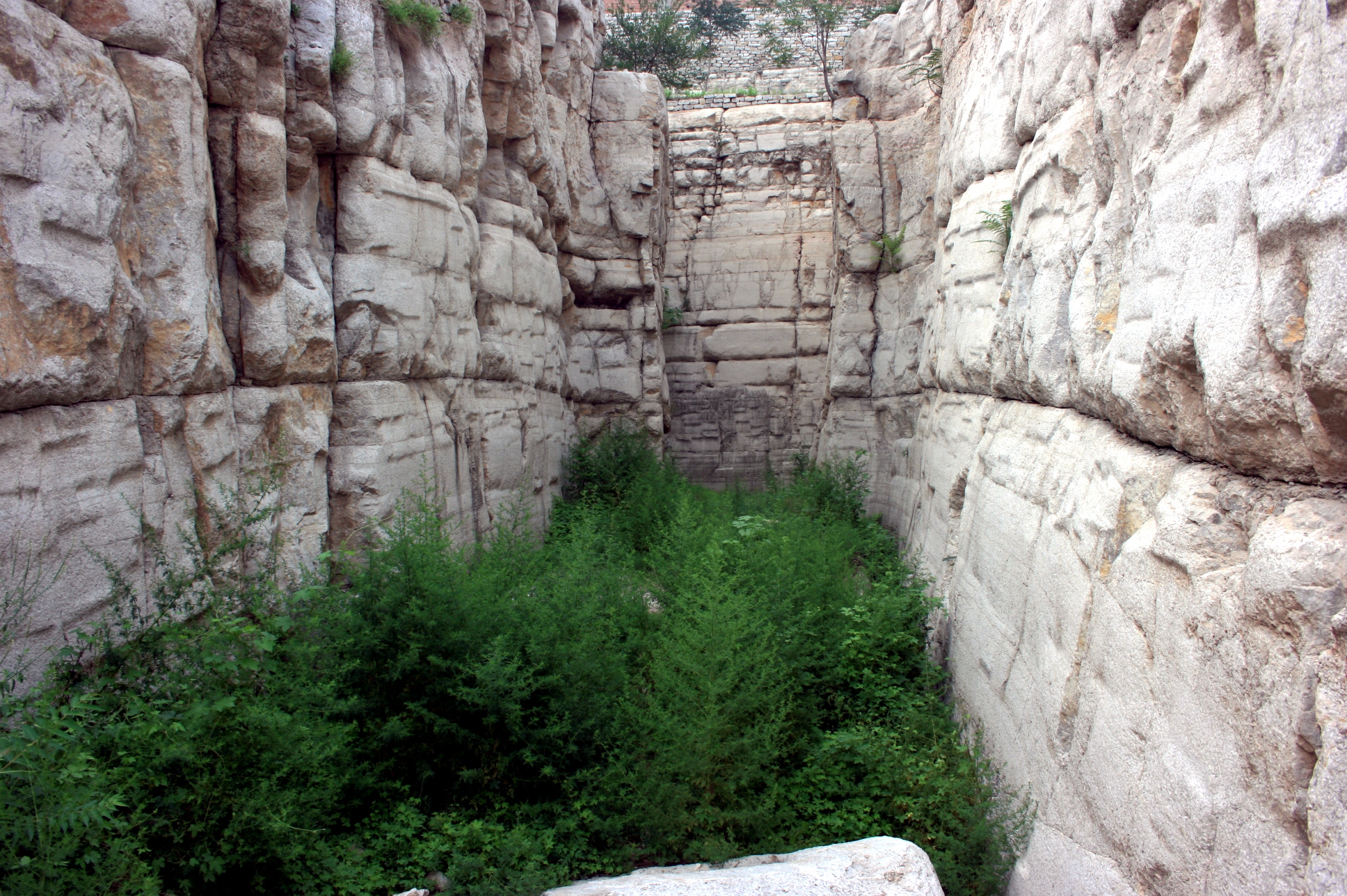
Blick von der Zugangsrampe auf die Grabkammer

Das Han-Grab des Jibei-Königs (chinesisch 汉济北王墓, Pinyin Hàn Jìběi wáng mù) im Stadtbezirk Changqing der chinesischen Stadt Jinan, Provinz Shandong, ist ein Grab aus der Zeit der Westlichen Han-Dynastie. Es wird nach seinem Fundort auch als Shuangrushan Han-Grab  (chinesisch 双乳山汉墓, Pinyin Shuangrushan Han mu, englisch Tomb of Han Dynasty in Shuangru Mountain) bezeichnet. Es handelt sich um das von Grabräubern verschont gebliebene Grab des letzten Königs (wang) von Jibei (济北国) namens Liu Kuan (刘宽), der 97–87 v. Chr. zur Zeit des Han-Kaisers Wudi regierte.
In der Zeit der Han-Dynastie war Jinan die Hauptstadt des Reiches Jibei und ein kulturelles und wirtschaftliches Zentrum. Das Grab wurde 1995 und 1996 von Archäologen der Shandong-Universität – darunter Cui Dayong (崔大庸) und Ren Xianghong (任相宏) – ausgegraben. Über 2000 Relikte – Bronzeobjekte, Jadeobjekte (Jadeschwert, die berühmte Jademaske aus achtzehn Jadestücken, Jadekopfstütze), Lackwaren, Eisenobjekte, Keramik, „Goldkuchen“ (金饼,  jinbing) sowie Wagenzubehör u. a. – wurden in der 1.500 Quadratmeter großen Ausgrabungsstätte entdeckt. Die Funde spiegeln den Reichtum der Stadt in dieser Zeit wider. Sie befinden sich heute im Stadtbezirksmuseum Changqing (长清区博物馆,  Changqing Qu bowuguan) und im Provinzmuseum in Jinan.
Es steht seit 2001 auf der Liste der Denkmäler der Volksrepublik China (5-168). In der Archäologie wird es Shuangrushan Han-Grab Nr.1 bezeichnet, weil sich ein weiteres Grab aus der Zeit in seiner Nähe befindet.

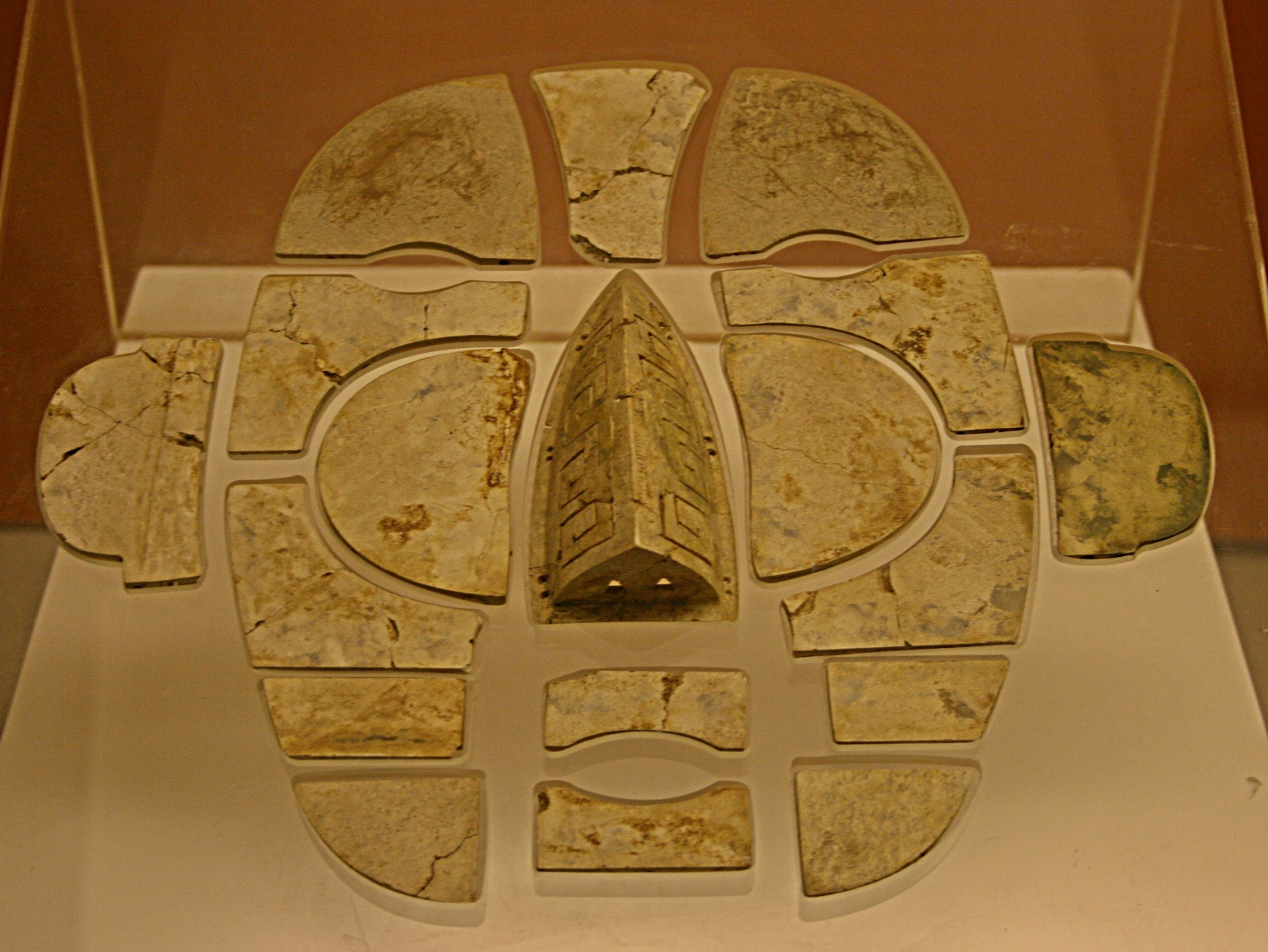
Jade-Maske des Jibei-Königs
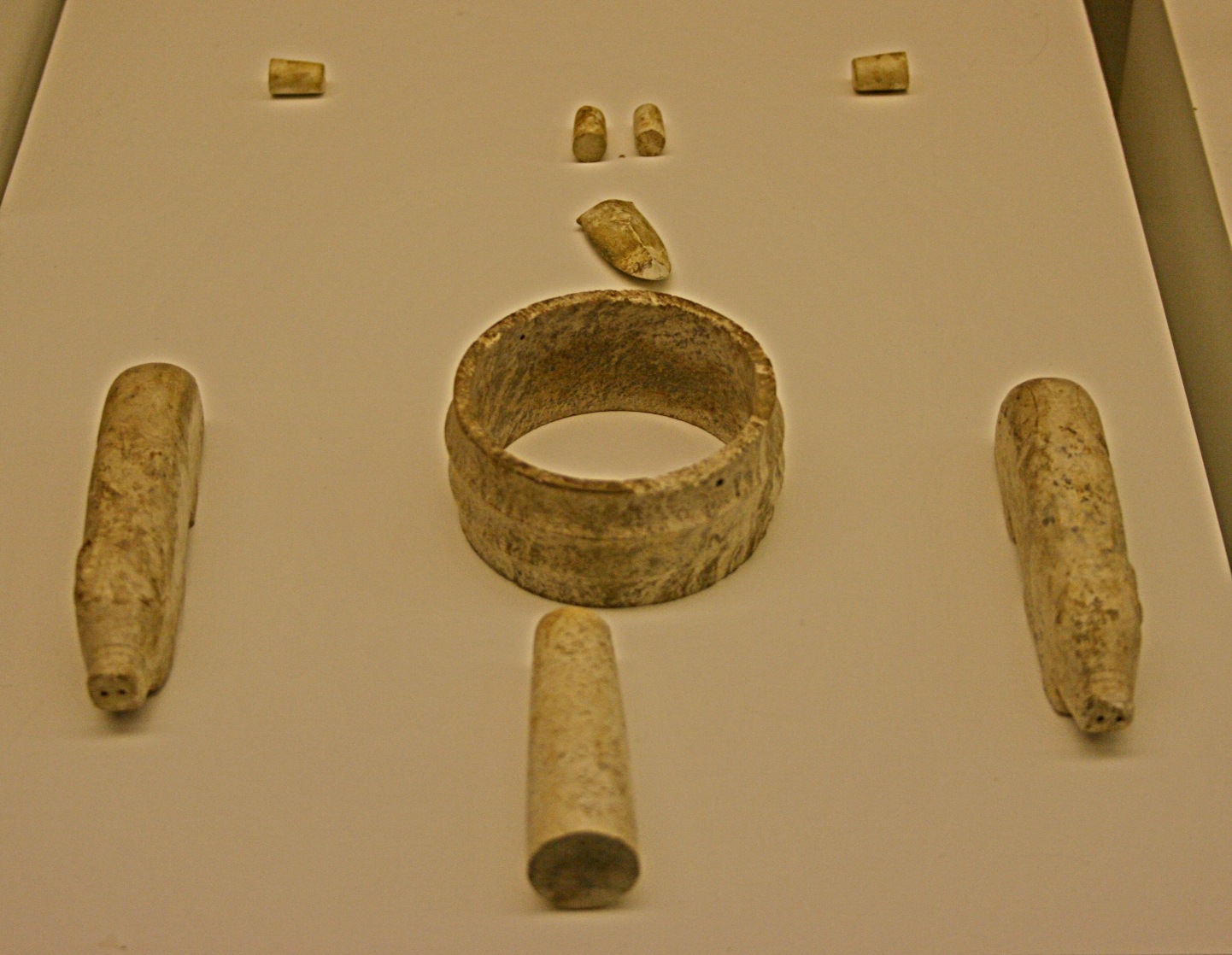
Kleine Jade-Objekte, die am Leichnam platziert wurden
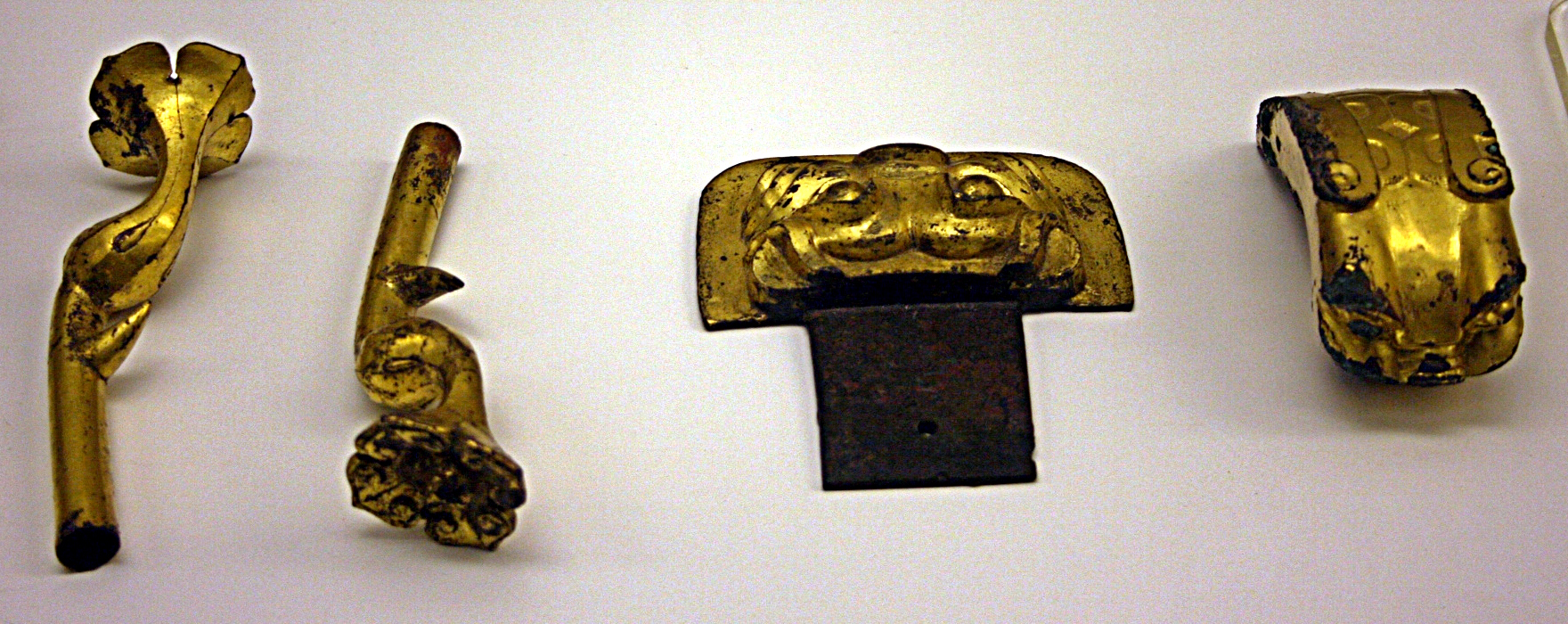
Gold-bronzene Dekorationsobjekte von einem Streitwagen
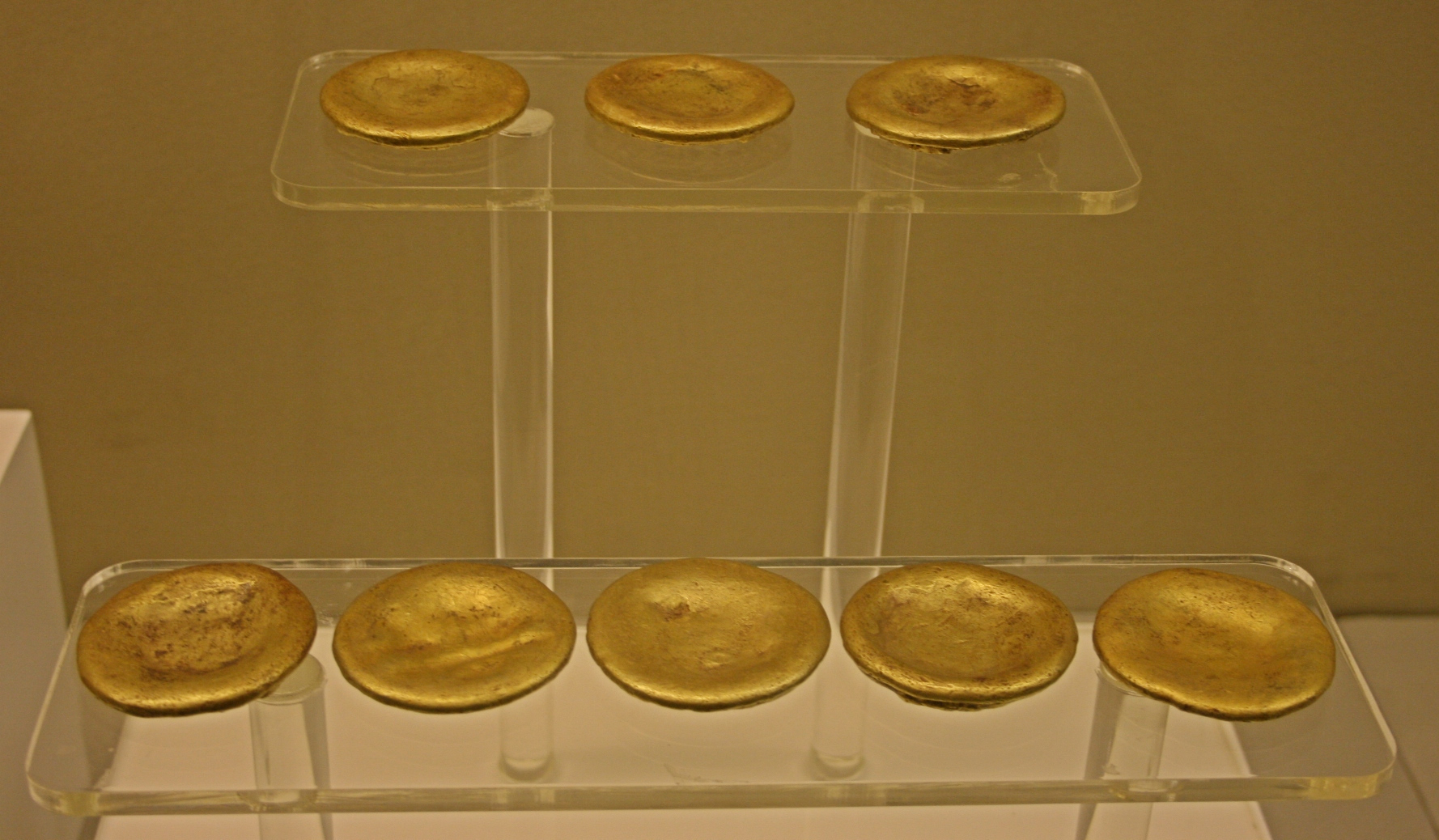
Goldkuchen